# هيجة النجد (حبيش)

تعديل مصدري - تعديل

هيجة النجد محلة تابعة لقرية العيدان، التابعة لعزلة الجعافرة بمديرية حبيش إحدى مديريات محافظة إب في الجمهورية اليمنية، بلغ تعداد سكانها 52 حسب تعداد اليمن لعام 2004.